# Лобойко, Надежда Георгиевна
Надежда Георгиевна Лобойко (род. 7 сентября 1961, Ставрополь), в девичестве Звягинцева — советская и российская легкоатлетка, специалистка по бегу на средние дистанции. Выступала за сборные СССР и России по лёгкой атлетике в 1980-х и 1990-х годах, обладательница бронзовой медали Игр доброй воли в Сиэтле, чемпионка СССР в дисциплине 800 метров, победительница первенств всесоюзного и всероссийского значения. Мастер спорта СССР международного класса. Также известна как спортивный функционер, председатель Федерации лёгкой атлетики Ставропольского края.

## Биография
Надежда Лобойко родилась 7 сентября 1961 года в Ставрополе. Занималась лёгкой атлетикой в местной секции на стадионе «Динамо» под руководством тренера Виктора Фёдоровича Некрасова, представляла РСФСР и добровольное спортивное общество «Спартак». Окончила Ставропольский государственный педагогический институт (1989).
Первого серьёзного успеха на всесоюзном уровне добилась в сезоне 1984 года, когда в беге на 800 метров выиграла бронзовую медаль на Мемориале братьев Знаменских в Москве. На соревнованиях в Москве показала достаточно высокий результат в эстафете 4 × 800 метров — 7:51.62, который в настоящее время считается вторым лучшим результатом в истории. Участвовала также в чемпионате СССР в Донецке, но здесь в число призёров не попала.
В 1985 году в 800-метровой дисциплине финишировала четвёртой на чемпионате СССР в Ленинграде. Вне программы чемпионата пыталась установить мировой рекорд в эстафете 4 × 800 метров, но их команда уступила действующему достижению, установленному советскими спортсменками в прошлом году, около двух секунд. Будучи студенткой, представляла Советский Союз на Всемирной Универсиаде в Кобе, где дважды поднималась на верхнюю ступень пьедестала почёта: была лучшей в беге на 800 метров и в эстафете 4 × 400 метров.
В 1987 году с командой РСФСР одержала победу в эстафете 4 × 800 метров на чемпионате СССР в Брянске, показав результат 8:00.84 (ныне 14-й результат в истории).
В 1988 году в беге на 800 метров становилась бронзовой призёркой на стартах в Киеве, Пярну, Москве.
В 1989 году выиграла старт в Ростове-на-Дону, взяла бронзу на Мемориале братьев Знаменских в Волгограде, финишировала девятой на международном турнире Атлетиссима в Лозанне. На Всемирной Универсиаде в Дуйсбурге в финале бега на 800 метров с результатом 2:02.28 стала пятой.
В 1990 году выиграла бронзовые медали на дистанциях 800 и 1000 метров на зимнем чемпионате СССР в Челябинске. Позднее в дисциплине 800 метров получила серебро на Мемориале Знаменских в Москве и с личным рекордом 1:56.64 превзошла всех соперниц на летнем чемпионате СССР в Киеве. Благодаря этой победе удостоилась права защищать честь страны на Играх доброй воли в Сиэтле, где финишировала пятой в беге на 800 метров и вместе с соотечественницами завоевала бронзовую награду в эстафете 4 × 400 метров.
После распада СССР Лобойко ещё в течение некоторого времени оставалась действующей спортсменкой, в первой половине участвовала в различных легкоатлетических стартах в России и Европе.
За выдающиеся спортивные достижения удостоена почётного звания «Мастер спорта СССР международного класса». Награждена нагрудным знаком «Отличник физической культуры и спорта».
С 2012 года занимает должность директора Спортивной школы олимпийского резерва по лёгкой атлетике в Ставрополе. Неоднократно принимала участие в соревнованиях по лёгкой атлетике в качестве судьи, с 2015 года имеет квалификацию судьи всероссийской категории. С 2017 года — председатель Федерации лёгкой атлетики Ставропольского края.
Муж Вячеслав Викторович Лобойко (род. 1958) — мастер спорта по прыжкам в высоту. Дочери Мария и Елена так же занимались лёгкой атлетикой.
В 2022 году удостоена почётного звания «Заслуженный работник физической культуры Российской Федерации».